# 极光滑跖蟾
极光滑跖蟾（学名：Leiopelma auroraensis），为滑跖蟾属的一个种，是在新西兰发现的一种已灭绝的青蛙。在新西兰菲奥德兰的极光洞中发现了该蛙的一块亚化石。从口鼻部到排气口的距离约为60毫米。它因其发现地极光洞而得名。同样发现于新西兰的其他已灭绝同属青蛙分别是马氏滑跖蟾和怀托摩滑跖蟾。极光蛙可能是从分布更广泛的马卡姆滑跖蟾进化而来的。